# Herb gminy Liw
Herb gminy Liw – symbol gminy Liw.

## Wygląd i symbolika
Herb przedstawia na tarczy dzielonej w słup w polu lewym białym pół czerwonego orła, natomiast w polu prawym złotym pół niedźwiedzia. Obie postacie ukoronowane wspólną koroną. Jest to nawiązanie do herbu ziemi liwskiej. 